# Retiro de Indonesia como anfitrión de la Copa Mundial Sub-20 de Fútbol de 2023
El retiro de Indonesia como anfitrión de la Copa Mundial Sub-20 de la FIFA 2023 fue una controversia deportiva y política ocurrida en marzo de 2023, cuando la FIFA, el organismo rector mundial del fútbol, decidió despojar a Indonesia de sus derechos de sede de la Copa Mundial Sub-20 de la FIFA 2023, un torneo de fútbol juvenil que estaba previsto jugarse para mayo de 2023. 
La decisión se tomó debido a las “circunstancias actuales” que surgieron por la oposición de Indonesia a la participación de Israel en el torneo, citando la postura pro-palestina de Indonesia y la falta de vínculos diplomáticos con Israel. La FIFA también impuso una sanción financiera a la Asociación de Fútbol de Indonesia por incumplir sus obligaciones como país anfitrión. 
La decisión fue recibida con decepción y enojo de muchos aficionados y jugadores de fútbol indonesio, que esperaban mostrar la pasión y el potencial de su país por el deporte. Tres semanas después, la FIFA otorgaría la localía de emergencia a Argentina, terminando el sorteo de grupos el 21 de abril.

## Antecedente
Indonesia recibió los derechos de sede de la Copa Mundial Sub-20 de la FIFA 2023 en octubre de 2019, derrotando las ofertas de Brasil, Perú y una oferta conjunta de Birmania y Tailandia. Era la primera vez que Indonesia albergaría un torneo de la FIFA, y la segunda vez que el sudeste asiático albergaría la Copa Mundial Sub-20, después de Malasia en 1997. El torneo estaba originalmente programado para llevarse a cabo del 20 de mayo al 12 de junio de 2021, pero se pospuso hasta mayo de 2023 debido a la pandemia de COVID-19.
Indonesia planeó utilizar diez sedes en seis provincias para el torneo, a saber: Estadio Unido de Bali en Gianyar ; el estadio Bung Karno y el estadio Patriot en Yakarta ; Estadio Gelora Bandung Lautan Api y Estadio Siliwangi en Bandung ; Estadio Gelora Bung Tomo y Estadio Delta en Surabaya ; Estadio Gelora Sriwijaya en Palembang ; Estadio Mandala Krida en Yogyakarta ; y el Estadio Manahan en Surakarta. Originalmente, los estadios estaban programados para completarse en diciembre de 2020, pero se retrasaron debido a la pandemia de COVID-19.

## Controversia
La controversia surgió cuando el seleccionado de Israel se clasificó como uno de los cinco representantes de la UEFA, la confederación europea de fútbol, luego de terminar segundo en su grupo en el Campeonato de Europa Sub-19 de la UEFA de 2022. Indonesia, que es el país con mayor población musulmana en el mundo, no tiene relaciones diplomáticas formales con Israel, ya que es un firme partidario de la independencia palestina, y que, a menudo, critica las políticas y acciones israelíes en la región, además de que Indonesia no reconoce el pasaporte israelí, una complicación llegada la instancia de que el seleccionado arribara al país.
El asunto provocó protestas y declaraciones de varios funcionarios y grupos locales en Indonesia, quienes pidieron la expulsión de Israel del torneo o la retirada de Indonesia como anfitrión. Algunos de ellos citaron la constitución de Indonesia, que establece que “la independencia es un derecho genuino de todas las naciones y, por lo tanto, cualquier forma de ocupación extranjera debe ser borrada de la tierra por no estar en conformidad con la humanidad y la justicia”, aludiendo la conciencia indonesia de Israel como un estado sionista colonial. Al mismo tiempo, Irak (otro de los países clasificados al torneo en cuestión) también manifestó su disconformidad y negativa de enfrentarse a Israel.

## Sanciones de la FIFA
La FIFA decidió entonces retirar a Indonesia de la localía luego de que el 31 de marzo, el PSSI cancelara el sorteo de grupos del torneo cuando el gobernador de Bali se negó a albergar al equipo de Israel. Anteriormente en marzo, manifestantes nacionalistas marcharon en la capital Yakarta ondeando banderas indonesias y palestinas, exigiendo que no se permitiera la participación de Israel.
La cancelación de la Copa Mundial Sub-20 causó enojo y decepción entre los fanáticos y jugadores en Indonesia. Además de la pérdida de su derecho de sede, la FIFA también impuso una restricción provisional sobre el uso de los fondos de desarrollo FIFA Forward para la asociación de fútbol de Indonesia (PSSI). FIFA Forward es un programa que brinda apoyo financiero y técnico para proyectos de desarrollo del fútbol en cada asociación miembro y confederación. La FIFA dijo que revisaría la sanción después de evaluar el plan de Indonesia para mejorar su deporte.
El jefe de PSSI, Erick Thohir, dijo que la sanción afectaría las necesidades operativas de PSSI y reiteró las instrucciones del presidente Joko Widodo de transformar el deporte, incluida la renovación de más de 20 estadios. También dijo que Indonesia podría haber evitado una sanción más severa, como ser expulsado del fútbol mundial, y que esto se parecía más a una "tarjeta amarilla" que a una "tarjeta roja".

## Repercusión local
Varios grupos e individuos en Indonesia expresaron su oposición a la participación de Israel en la Copa Mundial Sub-20 de la FIFA, que originalmente estaba programada para celebrarse en Indonesia del 20 de mayo al 11 de junio de 2023. Indonesia, una nación de mayoría musulmana de más de 270 millones de personas, no tiene relaciones diplomáticas formales con Israel y apoya la causa de Palestina.

### Protestas públicas
La solicitud de Koster fue apoyada por algunos grupos y activistas musulmanes conservadores, que organizaron protestas en Yakarta, la capital de Indonesia, el 20 y el 29 de marzo. Llevaban pancartas y coreaban consignas exigiendo que el gobierno impida que Israel participe en el torneo. También acusaron a la FIFA de ser parcial e injusta al permitir que Israel se clasificara por primera vez. Algunos manifestantes también quemaron banderas israelíes y efigies del primer ministro israelí Naftali Bennett.

### Respuesta de la política indonesia
El gobernador de Bali, I Wayan Koster, solicitó al Ministerio de Deportes que prohibiera a Israel jugar en la isla, una de las seis provincias anfitrionas del torneo; Koster también se negó a que Israel compitiera en Bali; aludiendo la "tragedia humanitaria" en Palestina y la "violación de derechos humanos" por parte de Israel como motivo de su objeción. Su carta desató una crisis para el gobierno de Indonesia, ya que la FIFA pospuso el sorteo oficial del torneo, que se suponía que tendría lugar en Bali el 29 de marzo.
A su vez, el gobernador de Java Central, Ganjar Pranowo, también elevó un reclamo al Ministerio negándose a recibir a los israelitas en Java Central, citó el Peraturan Menteri Luar Negeri Nomor 3 Tahun 2019, un reglamento sobre la participación de los gobiernos regionales en las relaciones exteriores, como base de su oposición.
El presidente de Indonesia, Joko Widodo, se dirigió a la nación el 28 de marzo, reiterando el apoyo de Indonesia a los palestinos, pero también destacando la obligación del país de seguir las normas de la FIFA. Dijo que Indonesia había pasado por un largo proceso de candidatura para albergar el torneo y que era un honor para el pueblo indonesio. También instó a los indonesios a respetar el espíritu deportivo y no mezclar la política con los deportes. Sin embargo, su apelación no logró convencer a la FIFA, que anunció el 29 de marzo que había eliminado a Indonesia como sede del torneo debido a las “circunstancias actuales”. La FIFA también dijo que las sanciones contra la Asociación de Fútbol de Indonesia (PSSI) eran posibles.